# Paradelphomyia (Oxyrhiza) cayuga
Paradelphomyia (Oxyrhiza) cayuga is een tweevleugelige uit de familie steltmuggen (Limoniidae). De soort komt voor in het Nearctisch gebied.